# 松坂世代
松坂世代（まつざかせだい）は、松坂大輔と同学年にあたる1980年4月2日から1981年4月1日までに生まれた世代の日本のプロ野球選手のことを総称して呼ぶ語。また、最終的にプロ野球選手にはならなかったものの、高校野球や大学野球で彼らと共にプレーした著名人なども合わせて「松坂世代」と括られることも多い。

## 概説

### 由来
松坂大輔が横浜高等学校のエースとして第70回選抜高等学校野球大会・第80回全国高等学校野球選手権大会で活躍した1998年は松坂の他にも多くの優れた高校球児が登場したことで知られ、高校野球のみならず、高校卒業後に大学野球・社会人野球を経験した者も含め、多くの選手がプロ入りし、活躍した。特に甲子園に出場した選手や、東京六大学野球連盟、東都大学野球連盟と言った有名なリーグで下級生時からエースとして活躍する選手が非常に多かったこと、さらに他のスポーツ競技者や芸能界にも優秀な人材を輩出したことから、1980年4月2日 - 1981年4月1日生まれの人物に対し、マスコミが特に活躍が顕著だった松坂の名を冠し「松坂世代」と呼ぶようになった。
従来日本のプロ野球界に於いて、その生まれ年の数字を使った「昭和○○年組」というものが一般的であり、選手達自らが組織を作る場合にも同様に生まれ年を使った「昭和○○年会」という名称を使用しており、松坂世代も「昭和55年会」を組織している。

### 「松坂世代」と呼ばれることへの反発
この言葉で一括りにされることについて当事者となる各選手の受け止め方はまちまちである。和田毅は高校時代の自分は「その他大勢」の扱いだったとし、大学2年になって「松坂世代」の一人として報じられるようになったことが嬉しかったと述べる。拒否した例で著名なものとして、読売ジャイアンツは「我がチームの松坂世代該当選手は80's（エイティーズ）と呼んでください」と発表した。久保田智之は「松坂だけでなりたっているみたいじゃないですか。同い年ってだけで繋がりはないし」と、露骨に不快感を示している。新垣渚は「いつか新垣世代と言わせてみせる」と発言しており、「松坂世代」とひとくくりにされることを嫌う選手も多数いる。
しかし、反発していた選手たちも、自らが競技から身を引いた後は姿勢を変化させ、久保田は引退してスカウトに転身した際、中日のキャンプに参加した松坂を見て「僕は引退後も『松坂世代』と呼ばれる。彼は僕にとってもヒーロー。復活してほしい」というコメントを残し、新垣も引退後先の発言について、「神宮でダイスケと対戦して、初めて目標ができた感じがします」「（高校野球生活）最後の冬の厳しさを乗り越えるモチベーションにダイスケの存在があったとも思います」と振り返るほどの松坂へのライバル意識から出た言葉であるとし、「今では何言ってんだと思う。新垣世代とか言われたくない。そんなプレッシャーから逃げたいし」と語っている。
横浜ベイスターズでは、高校時代のチームメイトであった小池正晃の名を冠して「小池世代」と呼ばれることもあった。和田はあえて他の名前で呼ぶなら「吉本世代」だと吉本亮の名を挙げ、それに対し新垣も「松坂世代のまとめ役は吉本。みんな言うこと聞く」と述べた。

### 最後の大物
同い年の選手であっても、アマチュア野球などで過ごす年数の違いによりプロ入りした年は異なる。松坂世代の選手が続々とプロになり、「松坂世代」という言葉が定着するにつれ、アマチュアで長く実績を残した松坂世代の選手がドラフト候補として注目されたり、新人として活躍した際に「松坂世代最後の大物」という呼称が使用されるようになった。
松坂本人を含む1998年のドラフト会議で指名された選手や、大学に現役で進学した者が4年生に進級した2002年のドラフト会議で指名された選手にこの呼称が使用された形跡はない。「最後の大物」と初めて呼ばれた選手は2004年のドラフト会議で指名された久保康友である。久保は選抜大会準優勝投手として高校時代から注目されていたが、高校卒業後は社会人野球へ進み、6年間という長い年月を経てプロ入りしたことから、「最後の大物」と呼ばれた。
その後2007年のドラフト会議では、久保以来のアマチュア実績を持ち、大学卒業後にMLBでプレーしていた多田野数人が指名されたことにより、再びこの呼称が用いられた。松坂世代選手の最後のプロ入りはその翌年、2008年のドラフト会議で指名された森田丈武である。

## 松坂世代に該当する選手
日本のプロ野球には94名の選手が在籍した（外国人選手を除く）。NPB球団所属の現役選手は2024年シーズン限りで和田毅（福岡ソフトバンクホークス）が43歳で引退したためいなくなった。なお、THE PAGEが2014年シーズン途中（33-34歳）に発表した時点では、松坂世代のうち甲子園出場校の選手は47%と半数近くが現役だった。
名球会入りした選手は特例枠で入会した藤川球児のみで、名球会入会条件である通算2000本安打・200勝・250セーブは日米通算も含め1人も達成することがなかった。先発投手の負担軽減が考慮されるようになった時代であることを踏まえても、「過大評価である」（江本孟紀談）などと低い評価をする専門家もいる。名球会入りの条件に最も近い通算記録保持者は以下の通り。安打：村田修一 1865、勝利：松坂大輔 170（日114+米56）、セーブ：藤川球児 245（日243+米2）。
2024年シーズン終了時点でNPB球団一軍監督経験者は、平石洋介（東北楽天ゴールデンイーグルス、2019年）のみ。2025年からの藤川球児（阪神タイガース）が二人目となる。
太字は現役選手（MLBほか海外リーグ、日本国内の独立リーグ、社会人野球に在籍中の選手も含む）。
|  | 日本プロ野球名球会入り選手 |
|  | タイトル（首位打者、最多本塁打、最多打点、最多盗塁、最多安打、最高出塁率、最優秀防御率、最多勝利、最多奪三振、最高勝率、最多セーブ投手、最優秀中継ぎ投手）獲得者 |

### 1999年入団
| 選手名     | ポジション | 生年月日       | 出身高校                   | 入団チーム | 移籍（選手歴のみ）                                        | 引退年 |
| ---------- | ---------- | -------------- | -------------------------- | ---------- | --------------------------------------------------------- | ------ |
| 古木克明   | 外野手     | 1980年11月10日 | 豊田大谷高等学校           | 横浜       | オリックス → ハワイ・スターズ                             | 2013年 |
| 金川直樹   | 外野手     | 1980年6月3日   | 山陽高等学校               | 横浜       |                                                           | 2001年 |
| 小池正晃   | 外野手     | 1980年5月15日  | 横浜高等学校               | 横浜       | 中日 → DeNA                                               | 2013年 |
| 川添將大   | 投手       | 1980年10月8日  | 享栄高等学校               | 中日       |                                                           | 2002年 |
| 矢口哲朗   | 投手       | 1981年2月18日  | 埼玉県立大宮東高等学校     | 中日       |                                                           | 2005年 |
| 加藤健     | 捕手       | 1981年3月23日  | 新潟県立新発田農業高等学校 | 巨人       |                                                           | 2016年 |
| 安原政俊   | 投手       | 1980年10月8日  | 中央学院高等学校           | 巨人       |                                                           | 2002年 |
| 酒井順也   | 投手       | 1981年3月4日   | 島根県立矢上高等学校       | 巨人       |                                                           | 2013年 |
| 石堂克利   | 投手       | 1980年4月18日  | 愛知工業大学名電高等学校   | ヤクルト   |                                                           | 2007年 |
| 牧谷宇佐美 | 外野手     | 1980年5月1日   | 旭川実業高等学校           | ヤクルト   |                                                           | 2009年 |
| 高橋一正   | 投手       | 1980年5月23日  | 明徳義塾高等学校           | ヤクルト   |                                                           | 2005年 |
| 丹野祐樹   | 投手       | 1980年7月20日  | 仙台市立仙台高等学校       | ヤクルト   |                                                           | 2002年 |
| 東出輝裕   | 内野手     | 1980年8月21日  | 敦賀気比高等学校           | 広島       |                                                           | 2015年 |
| 井生崇光   | 外野手     | 1981年3月12日  | 福岡県立東筑高等学校       | 広島       |                                                           | 2012年 |
| 矢野修平   | 投手       | 1980年8月12日  | 宮崎県立高鍋高等学校       | 広島       |                                                           | 2004年 |
| 酒井大輔   | 投手       | 1980年6月19日  | 春日丘高等学校             | 広島       |                                                           | 2014年 |
| 藤川球児   | 投手       | 1980年7月21日  | 高知市立高知商業高等学校   | 阪神       | カブス → レンジャーズ → 高知ファイティングドッグス → 阪神 | 2020年 |
| 寺田祐也   | 内野手     | 1980年5月7日   | 静岡県立静岡高等学校       | 阪神       | フィオレンティーナ                                        | 2005年 |
| 松坂大輔   | 投手       | 1980年9月13日  | 横浜高等学校               | 西武       | レッドソックス → メッツ → ソフトバンク → 中日→ 西武       | 2021年 |
| 赤田将吾   | 外野手     | 1980年9月1日   | 日南学園高等学校           | 西武       | オリックス → 日本ハム                                     | 2014年 |
| 實松一成   | 捕手       | 1981年1月18日  | 佐賀学園高等学校           | 日本ハム   | 巨人→ 日本ハム                                            | 2019年 |
| 森本稀哲   | 外野手     | 1981年1月31日  | 帝京高等学校               | 日本ハム   | 横浜/DeNA → 西武                                          | 2015年 |
| 吉本亮     | 内野手     | 1980年5月8日   | 九州学院高等学校           | ダイエー   | ソフトバンク → ヤクルト                                   | 2011年 |
| 小椋真介   | 投手       | 1980年8月1日   | 福岡工業大学附属高等学校   | ダイエー   | ソフトバンク                                              | 2012年 |
| 山﨑浩司   | 内野手     | 1980年10月31日 | 大阪産業大学附属高等学校   | 近鉄       | オリックス → 広島 → オリックス → 西武 → 楽天              | 2015年 |
| 藤崎紘範   | 投手       | 1980年5月21日  | 宮崎第一高等学校           | 近鉄       | 楽天                                                      | 2007年 |
| 松本拓也   | 投手       | 1980年4月24日  | 日本航空高等学校           | 近鉄       |                                                           | 2003年 |
| 松比良平太 | 捕手       | 1980年7月13日  | 習志野市立習志野高等学校   | 近鉄       |                                                           | 2002年 |
| 寺本四郎   | 投手       | 1980年7月25日  | 明徳義塾高等学校           | ロッテ     |                                                           | 2006年 |

### 2000年入団
| 選手名   | ポジション | 生年月日      | 出身高校     | 入団チーム | 移籍（選手歴のみ）    | 引退年 |
| -------- | ---------- | ------------- | ------------ | ---------- | --------------------- | ------ |
| 田中瑞季 | 内野手     | 1980年9月21日 | 柳川高等学校 | ダイエー   | ソフトバンク → ロッテ | 2006年 |

### 2001年入団
| 選手名   | ポジション | 生年月日      | 出身高校         | 入団チーム | 移籍（選手歴のみ）     | 引退年 |
| -------- | ---------- | ------------- | ---------------- | ---------- | ---------------------- | ------ |
| 水田圭介 | 内野手     | 1980年11月4日 | 大阪桐蔭高等学校 | 西武       | 阪神 → 中日 → ヤクルト | 2021年 |
| 福井強   | 投手       | 1980年4月10日 | 大阪桐蔭高等学校 | 西武       |                        | 2004年 |

### 2002年入団
| 選手名   | ポジション | 生年月日       | 出身高校                   | 入団チーム | 移籍（選手歴のみ）  | 引退年 |
| -------- | ---------- | -------------- | -------------------------- | ---------- | ------------------- | ------ |
| 石川雅実 | 投手       | 1981年3月28日  | 群馬県立藤岡高等学校       | 巨人       | 統一                | 2004年 |
| 杉内俊哉 | 投手       | 1980年10月30日 | 鹿児島実業高等学校         | ダイエー   | ソフトバンク → 巨人 | 2018年 |
| 富樫和大 | 投手       | 1980年10月25日 | 新潟県立新発田農業高等学校 | 日本ハム   |                     | 2004年 |

### 2003年入団
|            | ポジション | 生年月日       | 出身高校                 | 出身大学     | 入団チーム | 移籍（選手歴のみ）                   | 引退年 |
| ---------- | ---------- | -------------- | ------------------------ | ------------ | ---------- | ------------------------------------ | ------ |
| 木佐貫洋   | 投手       | 1980年5月17日  | 鹿児島県立川内高等学校   | 亜細亜大学   | 巨人       | オリックス → 日本ハム                | 2015年 |
| 久保裕也   | 投手       | 1980年5月23日  | 沖学園高等学校           | 東海大学     | 巨人       | DeNA → 楽天                          | 2020年 |
| 矢野謙次   | 外野手     | 1980年9月21日  | 國學院大學久我山高等学校 | 國學院大學   | 巨人       | 日本ハム                             | 2018年 |
| 入野久彦   | 捕手       | 1980年9月20日  | 江の川高等学校           | 福岡大学     | 巨人       | 楽天                                 | 2005年 |
| 館山昌平   | 投手       | 1981年3月17日  | 日本大学藤沢高等学校     | 日本大学     | ヤクルト   |                                      | 2019年 |
| 高橋敏郎   | 捕手       | 1980年7月19日  | 新庄東高等学校           | 石巻専修大学 | ヤクルト   |                                      | 2006年 |
| 小森孝憲   | 投手       | 1980年12月23日 | 横浜商科大学高等学校     | 東京農業大学 | ヤクルト   |                                      | 2005年 |
| 植大輔     | 投手       | 1980年4月24日  | 神港学園神港高等学校     | 龍谷大学     | 中日       |                                      | 2005年 |
| 小林正人   | 投手       | 1980年8月21日  | 桐生第一高等学校         | 東海大学     | 中日       |                                      | 2014年 |
| 湊川誠隆   | 内野手     | 1980年5月22日  | 東邦高等学校             | 慶應義塾大学 | 中日       | レッジョ                             | 2014年 |
| 杉山直久   | 投手       | 1980年12月25日 | 京都府立東舞鶴高等学校   | 龍谷大学     | 阪神       | 富山サンダーバーズ                   | 2012年 |
| 江草仁貴   | 投手       | 1980年9月3日   | 盈進高等学校             | 専修大学     | 阪神       | 西武 → 広島                          | 2017年 |
| 久保田智之 | 投手       | 1981年1月30日  | 埼玉県立滑川高等学校     | 常磐大学     | 阪神       |                                      | 2014年 |
| 伊代野貴照 | 投手       | 1980年10月29日 | 沼津学園高等学校         |              | 阪神       | 兄弟 → 高知ファイティングドッグス    | 2009年 |
| 永川勝浩   | 投手       | 1980年12月14日 | 広島新庄高等学校         | 亜細亜大学   | 広島       |                                      | 2019年 |
| 鞘師智也   | 外野手     | 1980年5月6日   | 報徳学園高等学校         | 東海大学     | 広島       |                                      | 2010年 |
| 村田修一   | 内野手     | 1980年12月28日 | 東福岡高等学校           | 日本大学     | 横浜       | 巨人 → 栃木ゴールデンブレーブス      | 2018年 |
| 土居龍太郎 | 投手       | 1981年1月11日  | 高知高等学校             | 法政大学     | 横浜       | ロッテ                               | 2007年 |
| 河野友軌   | 外野手     | 1980年11月1日  | 埼玉県立狭山清陵高等学校 | 法政大学     | 横浜       |                                      | 2008年 |
| 堤内健     | 投手       | 1980年7月20日  | 宮崎日本大学高等学校     | 日本大学     | 横浜       |                                      | 2007年 |
| 木村昇吾   | 内野手     | 1980年4月16日  | 尽誠学園高等学校         | 愛知学院大学 | 横浜       | 広島 → 西武                          | 2017年 |
| 後藤武敏   | 内野手     | 1980年6月5日   | 横浜高等学校             | 法政大学     | 西武       | 横浜                                 | 2018年 |
| 長田秀一郎 | 投手       | 1980年5月6日   | 鎌倉学園高等学校         | 慶應義塾大学 | 西武       | 横浜 → 新潟アルビレックスBC          | 2017年 |
| 小野寺力   | 投手       | 1980年11月26日 | 埼玉県立鴻巣高等学校     | 常磐大学     | 西武       | ヤクルト                             | 2012年 |
| 上本達之   | 捕手       | 1980年11月8日  | 山口県立宇部商業高等学校 |              | 西武       |                                      | 2017年 |
| 大西宏明   | 外野手     | 1980年4月28日  | PL学園高等学校           | 近畿大学     | 近鉄       | オリックス → 横浜 → ソフトバンク     | 2011年 |
| 和田毅     | 投手       | 1981年2月21日  | 島根県立浜田高等学校     | 早稲田大学   | ダイエー   | ソフトバンク → カブス → ソフトバンク | 2024年 |
| 新垣渚     | 投手       | 1980年5月9日   | 沖縄県立沖縄水産高等学校 | 九州共立大学 | ダイエー   | ソフトバンク → ヤクルト              | 2016年 |
| 大野隆治   | 捕手       | 1980年5月11日  | 東福岡高等学校           | 日本大学     | ダイエー   | ソフトバンク                         | 2007年 |
| 稲嶺誉     | 内野手     | 1980年10月21日 | 沖縄県立沖縄水産高等学校 | 東京農業大学 | ダイエー   | ソフトバンク                         | 2007年 |
| 小谷野栄一 | 内野手     | 1980年10月10日 | 創価高等学校             | 創価大学     | 日本ハム   | オリックス                           | 2018年 |
| 紺田敏正   | 外野手     | 1980年8月12日  | 富山県立高岡商業高等学校 | 国士舘大学   | 日本ハム   | 巨人 → 日本ハム                      | 2012年 |
| 加藤大輔   | 投手       | 1980年7月27日  | 九州国際大学付属高等学校 | 神奈川大学   | オリックス | 楽天                                 | 2013年 |
| 中島俊哉   | 外野手     | 1980年6月10日  | 福岡工業大学附属高等学校 | 九州国際大学 | オリックス | 楽天                                 | 2014年 |

### 2004年入団
|          | ポジション | 生年月日      | 出身高校                   | 出身大学     | 入団チーム | 移籍（選手歴のみ） | 引退年 |
| -------- | ---------- | ------------- | -------------------------- | ------------ | ---------- | ------------------ | ------ |
| 杉山春樹 | 投手       | 1980年5月7日  | 茨城県立竜ヶ崎第一高等学校 | 専修大学     | 西武       |                    | 2006年 |
| 栗田雄介 | 投手       | 1980年8月23日 | 千葉県立千葉工業高等学校   | 千葉工業大学 | 近鉄       | オリックス → 興農  | 2007年 |

### 2005年入団
|            | ポジション | 生年月日       | 出身高校                 | 出身大学     | 入団チーム | 移籍（選手歴のみ） | 引退年 |
| ---------- | ---------- | -------------- | ------------------------ | ------------ | ---------- | --- | ------ |
| 工藤隆人   | 外野手     | 1981年3月30日  | 青森県立弘前実業高等学校 | 青森大学     | 日本ハム   | 巨人 → ロッテ → 中日 | 2018年 |
| 久保康友   | 投手       | 1980年8月6日   | 関西大学第一高等学校     |              | ロッテ     | 阪神 → DeNA → シュガーランド・スキーターズ → レオン・ブラボーズ→兵庫ブレイバーズ→ハンブルク・スティーラーズ→兵庫ブレイバーズ | 現役   |
| 竹原直隆   | 外野手     | 1980年4月21日  | 関西高等学校             | 城西大学     | ロッテ     | オリックス → 西武 | 2016年 |
| 光原逸裕   | 投手       | 1980年10月11日 | 報徳学園高等学校         | 京都産業大学 | オリックス | ロッテ | 2012年 |
| 平石洋介   | 外野手     | 1980年4月23日  | PL学園高等学校           | 同志社大学   | 楽天       | | 2011年 |
| 雄太       | 投手       | 1980年6月17日  | 上田西高等学校           | 大東文化大学 | 中日       | | 2016年 |
| 小山良男   | 捕手       | 1980年7月14日  | 横浜高等学校             | 亜細亜大学   | 中日       | | 2008年 |
| 橋本健太郎 | 投手       | 1980年4月28日  | 京都府立久御山高等学校   | 東北福祉大学 | 阪神       | ロッテ | 2013年 |

### 2006年入団
|            | ポジション | 生年月日       | 出身高校                     | 出身大学         | 入団チーム | 移籍（選手歴のみ） | 引退年 |
| ---------- | ---------- | -------------- | ---------------------------- | ---------------- | ---------- | ------------------ | ------ |
| 吉見太一   | 捕手       | 1980年7月23日  | 京都成章高等学校             | 立命館大学       | 西武       |                    | 2010年 |
| 妹尾軒作   | 投手       | 1981年3月26日  | 大阪体育大学浪商高等学校     | 大阪体育大学     | オリックス |                    | 2007年 |
| 小山桂司   | 捕手       | 1980年11月19日 | 秋田経済法科大学附属高等学校 | 秋田経済法科大学 | 日本ハム   | 中日 → 楽天        | 2015年 |
| 星野八千穂 | 投手       | 1980年5月8日   | 長野県丸子実業高等学校       | 岐阜聖徳学園大学 | 日本ハム   |                    | 2009年 |
| 木谷寿巳   | 投手       | 1980年10月15日 | 近江高等学校                 | 東北福祉大学     | 楽天       |                    | 2017年 |
| 三橋直樹   | 投手       | 1980年12月2日  | 向上高等学校                 | 関東学院大学     | 横浜       | 富山サンダーバーズ | 2010年 |
| 梵英心     | 内野手     | 1980年10月11日 | 広島県立三次高等学校         | 駒澤大学         | 広島       |                    | 2019年 |
| 飯田宏行   | 投手       | 1980年8月19日  | 山口県立下松工業高等学校     | 徳山大学         | 広島       |                    | 2007年 |

### 2007年入団
|          | ポジション | 生年月日       | 出身高校             | 出身大学         | 入団チーム | 移籍（選手歴のみ）      | 引退年 |
| -------- | ---------- | -------------- | -------------------- | ---------------- | ---------- | ----------------------- | ------ |
| 松本幸大 | 投手       | 1980年12月23日 | 育英高等学校         |                  | ロッテ     | オリックス              | 2013年 |
| 渡辺直人 | 内野手     | 1980年10月15日 | 茨城県立牛久高等学校 | 城西大学         | 楽天       | 横浜/DeNA → 西武 → 楽天 | 2020年 |
| 衣川篤史 | 捕手       | 1981年3月20日  | 大商学園高等学校     | 岐阜聖徳学園大学 | ヤクルト   |                         | 2011年 |
| 金森久朋 | 投手       | 1980年6月22日  | 敦賀気比高等学校     | 創価大学         | 楽天       |                         | 2007年 |

### 2008年入団
|            | ポジション | 生年月日      | 出身高校           | 出身大学 | 入団チーム | 移籍（選手歴のみ）                                                                               | 引退年 |
| ---------- | ---------- | ------------- | ------------------ | -------- | ---------- | ------------------------------------------------------------------------------------------------ | ------ |
| 多田野数人 | 投手       | 1980年4月25日 | 八千代松陰高等学校 | 立教大学 | 日本ハム   | （日本ハム入団前）インディアンス → 徳島インディゴソックス （日本ハム退団後）石川ミリオンスターズ | 2017年 |

### 2009年入団
|          | ポジション | 生年月日       | 出身高校                 | 出身大学 | 入団チーム | 移籍（選手歴のみ）                                                | 引退年 |
| -------- | ---------- | -------------- | ------------------------ | -------- | ---------- | ----------------------------------------------------------------- | ------ |
| 森田丈武 | 内野手     | 1980年11月29日 | 山梨学院大学附属高等学校 |          | 楽天       | （楽天入団前）エルマイラ・パイオニアーズ → 香川オリーブガイナーズ | 2012年 |

## 松坂世代に該当する著名人
|          | ポジション | 生年月日      | 出身高校             | 出身大学     | 備考                                                         |
| -------- | ---------- | ------------- | -------------------- | ------------ | ------------------------------------------------------------ |
| 田中大貴 | 内野手     | 1980年4月28日 | 兵庫県立小野高等学校 | 慶應義塾大学 |                                                              |
| 上重聡   | 投手       | 1980年5月2日  | PL学園高等学校       | 立教大学     | 松坂と夏の甲子園で投げ合った（PL学園対横浜延長17回を参照。） |
| 関本大介 | 内野手     | 1981年2月9日  | 明徳義塾高等学校     |              |                                                              |